# Австралія на літніх Олімпійських іграх 1976
Австралія брала участь в Літніх Олімпійських іграх 1976 року в Монреалі (Канада) у вісімнадцятий раз за свою історію, і завоювала одну срібну та чотири бронзові медалі. Збірну країни представляли 34 жінки.

## Срібло
- Хокей на траві, чоловіки.

## Бронза
- Вітрильний спорт, чоловіки — Джон Бертранд.
- Вітрильний спорт, чоловіки — Ян Браун і Ян Руфф.
- Спортивне плавання, чоловіки, 1 500 метрів — Стефен Холланд.
- Кінний спорт, чоловіки — Mervyn Bennet, Denis Pigott, Bill Roycroft, Білл Ройкрофт.